# Холокауст у Мађарској
Холокауст је довео до одузимања имовине, депортације и систематског убијања више од половине мађарских Јевреја, првенствено након немачке окупације Мађарске у марту 1944. године. Пре тога, догодило се неколико инцидената, укључујући Рцију 1942. године и убиства већине Јевреја у Новом Саду и југоисточној Бачкој.
У време немачке инвазије, Мађарска је имала јеврејску популацију од 825.000, што је била највећа преостала јеврејска заједница у Европи. Овај број је додатно порастао због Јевреја који су бежали из других крајева у релативну сигурност Мађарске. Мађарски премијер Миклош Калаи оклевао је да депортује Јевреје. У страху да Мађарска покушава да постигне мир са Савезницима, што је дипломата Ласло Вереш тајно покушао у септембру 1943. године, Адолф Хитлер је наредио инвазију.
Након што је Немачка окупирала Мађарску 19. марта 1944. године, одмах су уведена нова ограничења за Јевреје. Међу окупационим трупама био је и зондеркомандо на челу са СС официром Адолфом Ајхманом, који је стигао у Будимпешту да надгледа депортацију мађарских Јевреја у концентрациони логор Аушвиц у окупираној Пољској. Између 15. маја и 9. јула 1944. године, преко 434.000 Јевреја депортовано је у 147 возова, углавном у Аушвиц, где је око 80 процената њих убијено гасом одмах по доласку. Брзи напредак депортација омогућила је блиска сарадња мађарских и немачких власти.
Дипломатски притисци и савезничко бомбардовање Будимпеште убедили су Миклоша Хортија, регента Мађарске, да нареди обуставу депортација 6. јула. До тренутка када су депортације заустављене три дана касније, скоро целокупна јеврејска заједница у мађарским руралним подручјима већ је била нестала.
Масовна депортација мађарских Јевреја била је највеће убијање у Холокаусту након 1942. године. То се догодило у тренутку када је изгледало да се Други светски рат ближи крају, а светски лидери су већ неко време знали да се Јевреји убијају у гасним коморама. Конфискација јеврејске имовине коришћена је за постизање економских циљева Мађарске, а слање Јевреја као принудних радника избегло је потребу да се нејеврејски Мађари шаљу на рад. Они који су преживели селекцију били су приморани да раде на изградњи и производњи у покушају да се повећа производња борбених авиона.

## Јевреји у Мађарској
Јевреји у Мађарској били су значајно интегрисани у друштво до Првог светског рата. До почетка XX века, њихова заједница чинила је 5% укупног становништва Мађарске, а у Будимпешти чак 23%. Били су истакнути у областима науке, уметности и пословања, али је до 1941. године више од 17% Јевреја у Будимпешти прешло у католичку цркву.
Према попису из 1941. године, Мађарска је имала 14.683.323 становника, од којих је 725.005 сматрало себе Јеврејима (4,94%), док је додатних 100.000 било јеврејског порекла, али су се изјашњавали као хришћани. Више од 400.000 Јевреја живело је у Мађарској у границама након Тријанонског споразума, док је 324.000 живело у територијама које је Мађарска стекла од 1938. године: Северна Трансилванија (164.000), делови Горње Мађарске (146.000), Карпатска Рутенија (78.000) и Бачка и други делови који су били део Југославије (14.000).
|                    | Будимпешта | Провинције | Укупно  | Присвојене територије | Укупно  | Извор  |
| ------------------ | ---------- | ---------- | ------- | --------------------- | ------- | ------ |
| Јевреји            | 184.453    | 216.528    | 400.981 | 324.026               | 725.007 | [ 16 ] |
| Јеврејски хришћани | 62.350     | 27.290     | 89.640  | 10.360                | 100.000 | [ 16 ] |
| Укупно             | 246.803    | 243.818    | 490.621 | 334.386               | 825.007 | [ 16 ] |

Од 1938. године, под управом Миклоша Хортија, Мађарска је донела серију антијеврејских закона, по узору на Нирнбершке законе у Немачкој.
1. Први јеврејски закон (29. мај 1938) ограничио је број Јевреја у комерцијалним предузећима, штампи, међу лекарима, инжењерима и адвокатима на 20%.
2. Други јеврејски закон (5. мај 1939) први пут је расно дефинисао Јевреје: особе са два, три или четири јеврејска претка проглашене су Јеврејима.
3. Трећи јеврејски закон (8. август 1941) забранио је мешовите бракове и криминализовао сексуалне односе између Јевреја и не-Јевреја.
4. Четврти јеврејски закон (6. септембар 1942) забранио је Јеврејима поседовање и куповину земље.

Јеврејима је забрањено запошљавање у државној управи, као и рад на позицијама уредника новина. Њихов број је ограничен на 6% међу позоришним и филмским глумцима, лекарима, адвокатима и инжењерима, док је приватним компанијама било забрањено да запосле више од 12% Јевреја. Због ових мера, 250.000 Јевреја у Мађарској изгубило је приходе, а већина је изгубила и право гласа. На пример, у округу Боршод (без Мишколца), пре доношења другог јеврејског закона, ово право је имало 31% Јевреја, односно 2.496 особа, али су на следећим изборима, мање од месец дана након доношења закона, само 38 Јевреја могла да гласају.
После немачке окупације Мађарске 19. марта 1944. године, започето је депортовање Јевреја из провинција у логор Аушвиц. Од маја до јула исте године, 437.000 Јевреја депортовано је из Мађарске, од којих је већина убијена одмах по доласку.

## Принудна радна служба у Мађарској током Другог светског рата
Принудна радна служба у Мађарској (мађ. munkaszolgálat) уведена је 1939. године као алтернатива војној служби за групе сматране „политички непоузданим“. У ову категорију су улазили Јевреји, Роми, политички дисиденти и припадници других мањина. Радници су били изложени тешким условима рада и суровој дискриминацији, а Јевреји су били посебно обележени, носећи идентификационе траке и радећи без униформи или икаквих права која су имала редовна војна лица.
Принудни рад обухватао је изградњу инфраструктуре, копање траншеја, постављање оклопних замки и деминирање. Услови су били изузетно сурови, исхрана је била недовољна, смештај неадекватан, а често су радници били изложени батинама и злостављању од стране чувара. Након 1941. године, велики број радника је послат на источни фронт у Украјину, где су радили на опасним задацима попут деминирања минских поља. Преживљавање у тим јединицама било је изузетно ретко, с обзиром на то да су жртве износиле и до 95% у неким случајевима.
Посебно тежак период за принудне раднике наступио је током ангажовања на источном фронту, у оквиру Другог мађарског корпуса на реци Дон. Тамо је служило између 35.000 и 40.000 радника, од којих је већина страдала. Принудна радна служба се наставила и након немачке окупације Мађарске 1944. године, а губици су додатно расли. Процењује се да је до октобра 1944. године око 41.000 Јевреја изгубило животе у радној служби.
Многи угледни интелектуалци, попут песника Миклоша Раднотија, изгубили су животе у овим јединицама, док сведочанства преживелих описују свакодневне ужасе, од марширања у тешким условима до пребијања, глади и смрзавања. Принудна радна служба представљала је један од механизама антисемитске политике у Мађарској, којом су маргинализоване групе биле изложене систематском злостављању и геноциду.

## Немачка окупација

### Инвазија
Дана 18. марта 1944. године, Адолф Хитлер је позвао Хортија на конференцију у Аустрији, где је захтевао већу послушност Мађарске. Хорти је пружио отпор, али су његови напори били узалудни. Док је био на конференцији, немачки тенкови су ушли у Будимпешту, а 23. марта успостављена је влада Домеа Стојаиа. Један од његових првих потеза био је легализовање странке Стреласти крст, која је брзо почела са организацијом. Током четири дана интерегнума након немачке окупације, Министарство унутрашњих послова преузели су Ласло Ендре и Ласло Баки, десничарски политичари познати по свом непријатељству према Јеврејима. Њихов шеф, Андор Јарош, био је још један одани антисемита.

### Адолф Ајхман
СС-оберштурмбанфирер Адолф Ајхман, послат у Мађарску ради надзора депортација, успоставио је свој штаб у хотелу Мајестик у Будимпешти. Закони о Жутој звезди, гетоизација и депортације спроведени су за мање од осам недеља, уз ентузијастичку помоћ мађарских власти, посебно жандармерије (чендершег). План је био да се користи 45 сточних вагона по возу, четири воза дневно, како би се депортовало 12.000 Јевреја из провинције сваког дана, почевши од средине маја; након тога је требало да следи депортација Јевреја из Будимпеште од око 15. јула. Рудолф Хес, први командант Аушвица, вратио се у логор између 8. маја и 29. јула 1944. године као локални командант СС гарнизона да надгледа долазак и убијање гасом мађарских Јевреја. Као резултат тога, Немци су убиства назвали Акција Хес (Операција Хес).

## Депортација у Аушвиц

### Први транспорт
Први воз је кренуо из Будимпеште 29. априла 1944. године, превозећи 1.800 мушкараца и жена старости од 16 до 50 година, за које се сматрало да су способни за рад. Други воз је кренуо из Тополe 30. априла са 2.000 људи. Транспорти су пролазили кроз „селекцију“; 616 жена (сериски бројеви 76385–76459 и 80000–80540) и 486 мушкараца (сериски бројеви 186645–187130) били су изабрани за рад, док је 2.698 људи погубљено у гасним коморама.

### Масовни транспорт
Масовни транспорти, које је први организовао Рајхсзихерхајтсхауптамт (Главна безбедносна канцеларија Рајха), започели су напуштање Мађарске ка Пољској 14. маја 1944. године. Мађарска влада је била задужена за њих све до северне границе. Командант железничке станице у Каши водио је евиденцију возова. Први теретни воз прошао је кроз Кашу 14. маја. Типичан дневни транспорт обухватао је три или четири воза, сваки са 3.000–4.000 људи. Укупно је било 109 возова током 33 дана, све до 16. јуна. Неколико дана је било по шест возова. Од 25. до 29. јуна било је 10, а затим 18 возова од 5. до 9. јула. Још 10 возова је послато у Аушвиц другим рутама.
, мађарска краљевска жандармерија]]
Прва три воза, сваки са 40–50 вагона, стигла су у Аушвиц 16. маја. Након истовара својих ствари, депортовани су организовани у редове по петоро, а затим одведени до крематоријума. Према Данути Чех, од те ноћи дим је постао видљив из димњака крематоријума. Отпор у логору је у извештају који покрива период од 5. до 25. маја 1944. године помињао депортације. Логорски отпор је поменуо депортације у извештају који је обухватио период од 5. до 25. маја 1944. године:
Аушвиц: Операција Хес. Од средине маја стизали су бројни транспорти мађарских Јевреја. Сваке ноћи пристизало је осам возова, а сваког дана пет. Возови су се састојали од 48 до 50 вагона, а у сваком вагону било је 100 људи. Са овим транспортима стизали су и „насељеници“. Сваки воз „насељеника“ такође је имао два теретна вагона са дрвеном грађом, коју су „насељеници“ истоварали на „рампу смрти“, доносили на другу локацију и слагали у гомиле ... које су биле намењене њима. Да би се поједноставио рад, људи су стизали већ раздвојени, на пример, деца у одвојеним вагонима. Затворени возови чекали су неколико сати на посебном колосеку пре истовара. Стајали су у оближњој малој шуми.
Од 3. јуна електрична ограда је била укључена током дана, а не само ноћу (јер су током дана били присутни стражари), због покушаја мађарских Јевреја да побегну из крематоријума. Отпор у логору је 15. јула известио да је након 13. јуна наступила пауза од неколико дана у транспортима, и да је између 16. маја и 13. јуна у логор стигло преко 300.000 Јевреја из Мађарске у 113 возова.
Према Хесу, током његовог суђења, капацитети Аушвица нису могли да издрже такав број, па је морао да отпутује у Будимпешту ради реорганизације транспорта, тако да два или три воза стижу сваки други дан. Укупно је било предвиђено 111 возова. Према Хесу, Хајнрих Химлер, шеф СС-а, захтевао је да се депортације убрзају.
До 9. јула 1944. године, 434.351 Јеврејин је депортован у 147 возова, према подацима Ласла Ференција из мађарске краљевске жандармерије. Према Едмунду Везенмајеру, опуномоћенику Рајха у Мађарској, тај број је износио 437.402. Око 80 процената депортованих је одмах по доласку убијено у гасним коморама. Због неспособности крематоријума да се изборе са бројем тела, ископане су јаме у којима су тела спаљивана. Фотографије снимљене у Аушвицу (Аушвиц албум) пронађене су након рата и приказују долазак мађарских Јевреја у логор.

### Селекција
Двадесет процената новопридошлих из Мађарске, који су били изабрани као затвореници, коришћени су као робовска радна снага или за медицинске експерименте. Дана 22. маја и поново 29. маја, 2.000 особа је одабрано за пријем у логор.
Дана 28. маја, 963 затвореника пребачена су из Аушвица I у концентрациони логор Маутхаузен у Аустрији; 5. јуна, 2.000 затвореника је послато у концентрациони логор Бухенвалд у Немачкој. Следећег дана, мађарски затвореници са серијским бројевима из А серије пребачени су у Аушвиц III, радни логор за IG Farben, док је истог дана, као и 13. јуна, још 2.000 затвореника послато у Маутхаузен.
Дана 29. маја, у логор је примљен Миклош Њисли, лекар који је касније радио за логораског лекара Јозефа Менгелеа, заједно са својом супругом и ћерком, иако су били послати у различите делове логора. У транспортима су издвајани сви близанци, а Менгеле је био озлоглашен по својим медицинским експериментима на близанцима.
Дана 17. маја, дечаци из мађарских транспората рођени као близанци били су примљени као затвореници (такозвани „депо-затвореници“) и добили су серијске бројеве А-1419–А-1437. Дана 18. маја, 20 девојака, близнакиња, било је одабрано и додељени су им серијски бројеви А-3622–А-3641. Близанци су више пута издвајани, укључујући 19, 20. и 21. маја.

## Врба–Вецлеров извештај
Непосредно пре почетка депортације Јевреја из Будимпеште, Врба–Вецлеров извештај стигао је до савезника. Извештај је садржао детаљан опис гасних комора и онога што се дешавало унутар логора. Извештај је диктиран у априлу 1944. године Словачком јеврејском савету од стране двојице бегунаца из Аушвица, Рудолф Врба и Алфред Вецлер. Хортијев син и снаја добили су копије извештаја почетком маја, пре него што су масовне депортације почеле. Информације из извештаја о убијању чешких Јевреја у Аушвицу емитовао је BBC World Service у Немачкој у оквиру програма за жене у подне 16. јуна 1944. године, уз упозорење да ће Немци бити одговорни након рата. Такође је објављен у New York Times 20. јуна.
Западни савезници искрцали су се у Нормандији 6. јуна 1944. године. Петнаестог јуна, градоначелник Будимпеште одредио је 2.000 „звезданих“ кућа у које су сви Јевреји морали да се преселе. Идеја је била да савезници неће бомбардовати Будимпешту са „звезданим“ кућама распоређеним широм града. На основу Врба–Вецлеровог извештаја, светски лидери, укључујући папу Пија XII (25. јуна), председника Френклина Д. Рузвелта (26. јуна) и краља Густава V од Шведске (30. јуна), апеловали су на Хортија да заустави депортације. Рузвелт је претио војном одмаздом, и 7. јула Хорти је наредио њихов прекид.

## Спасилачки напори
Карл Луц, швајцарски дипломата који је био заменик конзула Швајцарске у Будимпешти од 1942. до краја Другог светског рата, заслужан је за спасавање десетина хиљада Јевреја током Холокауста. Његова акција представља највећу дипломатску спасилачку мисију тог периода. Захваљујући његовим напорима, половина јеврејског становништва Будимпеште преживела је и избегла депортацију у нацистичке логоре смрти. Луц је одликован титулом Праведника међу народима од стране Јад Вашема.
Џоел Бранд, један од водећих чланова Будимпештанског комитета за помоћ и спасавање, постао је познат по преговорима са Ајхманом у циљу заустављања депортација. Током састанка у Будимпешти 25. априла 1944, Ајхман је понудио размену милион Јевреја за 10.000 камиона од Савезника, који би се користили искључиво на Источном фронту. Ова понуда, названа „крв за робу“, пренесена је од стране Бранда у Турску, али су британске власти зауставиле преговоре ухапсивши га и објавивши детаље медијима. Британски лист Тајмс је 20. јула ту понуду окарактерисао као „једну од најодвратнијих“ прича рата.
Још један члан Комитета, Рудолф Кастнер, учествовао је у преговорима „крв за робу“ са Ајхманом, као и у успешном договору са СС официром Куртом Бехером. Захваљујући том договору, 1.685 Јевреја је избегло из Мађарске у Швајцарску. Ова акција постала је позната као „Кастнеров воз“. Након рата, Кастнер је сведочио у корист Бехера и других нациста на Нирнбершком процесу.
Кастнер се касније преселио у Израел, где је постао члан Мапаи странке и радио као прес официр у Министарству трговине и индустрије. Године 1954, био је у центру случаја клевете који је израелска влада покренула у његово име против Малхиела Груенвалда, који га је оптужио за сарадњу са нацистима. То је било прво велико суђење за Холокауст у Израелу. Груенвалд је тврдио да је Кастнер знао за гасне коморе у Аушвицу већ у априлу 1944, али није упозорио јеврејску заједницу у Мађарској. Судија Бенџамин Халеви је 1955. пресудио у корист Груенвалда, закључивши да је Кастнер „продао душу ђаволу“. Ова пресуда је довела до колапса израелске владе. Кастнер је убијен у Тел Авиву у марту 1957.. Већи део пресуде касније је поништен од стране Врховног суда Израела 1958. године.
Шведски дипломата Раул Валенберг, уз помоћ министра унутрашњих послова Беле Хорвата, издавао је заштитне пасоше који су спасли хиљаде Јевреја у Мађарској између јула и децембра 1944. Град Будимпешта прогласио је Валенберга почасним грађанином 2003. године, а Јад Вашем му је доделио титулу Праведника међу народима 1963. године.

## Мађарски златни воз
Мађарски златни воз био је нацистички воз који је 1945. године превозио опљачкану имовину, углавном власништво мађарских Јевреја, из Мађарске у Берлин. Након што је воз запленила Седма армија Сједињених Америчких Држава, готово ниједна вредност није враћена у Мађарску нити њиховим правим власницима или преживелим члановима породица.

## Преживели
У Будимпешти је ослобођено око 119.000 Јевреја: 25.000 у малом „међународном“ гету, 69.000 у великом гету и 25.000 који су се скривали уз помоћ лажних докумената. Поред тога, ослобођено је 20.000 логораша и 5.000 принудних радника. Према проценама Рендолфа Брахама, између 1941. и 1945. године умрло је преко 564.000 мађарских Јевреја. Од преко 800.000 Јевреја који су живели у границама Мађарске током периода 1941–1944, процењује се да је преживело око 255.500.

## Сећање на жртве
Комеморација Холокауста у Мађарској одвијала се кроз споменике и музеје. Један од најконтроверзнијих пројеката је музеј „Кућа судбина“ у Будимпешти. Иако је изградња музеја у вредности од 23 милиона долара завршена 2015. године, музеј није отворен због контроверзи у вези са његовим садржајем. Чланак CNN-а описао је „Кућу судбина“ као пројекат који „пере“ улогу Мађарске у Холокаусту, у циљу подршке десничарској влади и њеним напорима на промоцији ревизионистичке историје Холокауста. Године 2019, председник Међународне алијансе за сећање на Холокауст изјавио је да је Пленум IHRA договорио именовање групе стручњака који би дали сугестије за међународне саветодавне одборе музеја „Кућа судбина“. Музеј и даље није отворен.